# Ángel Hernández (Leichtathlet)
Ángel Hernández Yáñez (* 15. April 1966 in Ávila) ist ein ehemaliger spanischer Weitspringer. 

## Karriere
Bei den Europameisterschaften 1990  gewann er  mit 8,15 Metern die Silbermedaille.
Er nahm an den Olympischen Spielen 1992 teil, erreichte aber nicht das Finale.
Hernández gewann außerdem die spanische Landesmeisterschaft in den Jahren 1989, 1990, 1993 und 1994.